# Heshan, Fujian
Heshan (kinesiska: 禾山) är ett stadsdelsdistrikt i sydöstra Kina. Det ligger i stadsdistriktet Huli i staden Xiamen i provinsen Fujian